# Shaktigarh
Shaktigarh è una suddivisione dell'India, classificata come nagar panchayat, di 4.776 abitanti, situata nel distretto di Udham Singh Nagar, nello stato federato dell'Uttarakhand. In base al numero di abitanti la città rientra nella classe VI (meno di 5.000 persone).

## Geografia fisica
La città è situata a 28° 55' 56 N e 79° 42' 40 E.

## Società

### Evoluzione demografica
Al censimento del 2001 la popolazione di Shaktigarh assommava a 4.776 persone, delle quali 2.489 maschi e 2.287 femmine. I bambini di età inferiore o uguale ai sei anni assommavano a 786, dei quali 416 maschi e 370 femmine. Infine, coloro che erano in grado di saper almeno leggere e scrivere erano 2.903, dei quali 1.725 maschi e 1.178 femmine.